# Melanargia deficiens
Melanargia deficiens är en fjärilsart som beskrevs av Hermann Stauder 1911. Melanargia deficiens ingår i släktet Melanargia och familjen praktfjärilar. Inga underarter finns listade i Catalogue of Life.